# Eugen Stähle

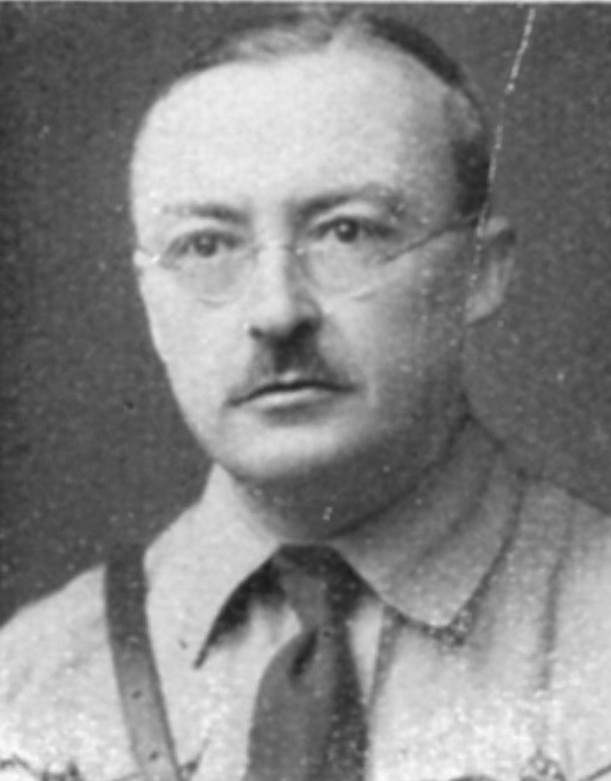
Eugen Stähle, um 1933

Eugen Stähle (* 17. November 1890 in Stuttgart; † 13. November 1948 in Münsingen) war ein deutscher Mediziner und Politiker (NSDAP). 

## Leben
Nach dem Besuch der Elementarschule und des Realgymnasiums in Stuttgart studierte Stähle von 1908 bis 1913 Medizin in Tübingen und Berlin. Seit 1908 war er Mitglied der burschenschaftlichen Verbindung Normannia Tübingen. 1914 erhielt er die medizinische Approbation. Im selben Jahr promovierte er.
Nach einer kurzen Assistenzzeit an der Poliklinik in Tübingen nahm Stähle ab August 1914 als Kriegsfreiwilliger am Ersten Weltkrieg teil, in dem er als Grenadier, Feldunter-, Assistenz-, Ober- und Regimentsarzt im Grenadier-Regiment „Königin Olga“ (1. Württembergisches) Nr. 119 zum Einsatz kam. Im Krieg wurde er durch eine Gasvergiftung schwer kriegsbeschädigt. 1919, zum Zeitpunkt seiner Entlassung im Dienstgrad eines Stabsarztes der Reserve, war Stähle Inhaber des Eisernen Kreuzes beider Klassen, des Friedrichs-Ordens II. Klasse und des Verwundetenabzeichens.
1919 beteiligte Stähle sich als Mitglied des Freikorps Epp an der Niederschlagung der Bayerischen Räterepublik. Anschließend arbeitete er bis 1924 als Chefarzt bei der Versorgungskuranstalt Waldeck bei Nagold. 1923 und erneut – nach ihrem vorübergehenden Verbot 1924 – im August 1927 trat er in die NSDAP (Mitgliedsnummer 65.877) ein und übernahm die Leitung der Ortsgruppe Nagold. 1930 wurde er Gauobmann des Nationalsozialistischen Deutschen Ärztebundes. 1931 wurde Stähle, der seit 1920 Facharzt für Inneres sowie Nervenkrankheiten in Nagold gewesen war, Chefarzt des Genesungsheims Bad Röthenbach.
Von März bis November 1933 saß Stähle als Abgeordneter der NSDAP im Reichstag. Nach der nationalsozialistischen „Machtergreifung“ 1933 leitete Stähle als Ministerialdirektor im württembergischen Innenministerium die Abteilung Gesundheitswesen. 1934 wurde er zudem Gauamtsleiter für Volksgesundheit im Gau Württemberg. Im Dezember 1935 wurde Stähle Vorsitzender im Landesverband Württemberg des Reichsbundes der Kinderreichen (R.d.K.) und zugleich Mitglied des Ehrenführerrings des R.d.K. Weiterhin war er Obmann der Ortsgruppe Stuttgart der Nationalsozialistischen Kriegsopferversorgung (NSKOV). Im November 1942 übernahm er den Vorsitz im Gaugesundheitsrat für Württemberg-Hohenzollern und trug zugleich den Titel „Gaugesundheitsführer“. Hitler ernannte Stähle im Januar 1943 zum Professor.
Eigenen Angaben zufolge wurde Stähle im Herbst 1939 von Herbert Linden über die in der „Aktion T4“ geplanten nationalsozialistischen Krankenmorde an Behinderten und psychisch Kranken („Euthanasie“) informiert. Im Oktober 1939 war Stähle maßgeblich an der Auswahl des auf der Schwäbischen Alb gelegenen Schlosses Grafeneck als Tötungsanstalt der „Aktion T4“ beteiligt. Während der „Aktion T4“  übernahm die von Stähle geleitete Abteilung im württembergischen Innenministerium die Rolle einer regionalen Zentralstelle; Stähle leistete dabei „offenbar ohne Bedenken und in umfassender Weise Beiträge zur Krankenmordaktion.“ Stähle unterzeichnete Schreiben, in denen die Verlegung von Kranken aus württembergischen Anstalten in die Tötungsanstalt Grafeneck angeordnet wurde. Nach späteren Aussagen von Reinhold Vorberg, dem Leiter der mit den Krankentransporten beauftragten Gekrat, fanden bei Stähle Besprechungen zu den Verlegungen statt. Im Frühjahr 1940 war Stähle in Grafeneck bei der Vergasung von Frauen anwesend. Protesten von Vertretern der Kirchen gegen die trotz Geheimhaltung bekannt gewordenen Krankenmorde in Grafeneck begegnete er mit der Aussage „Das 5. Gebot: Du sollst nicht töten, ist gar kein Gebot Gottes, sondern eine jüdische Erfindung.“
Nach der Einstellung der Krankenmorde in Grafeneck im Dezember 1940 hielt es Stähle für „selbstverständlich“, dass die Direktoren der Anstalten „selbst Euthanasie weiterbetreiben würden.“ In der zweiten Phase der nationalsozialistischen Krankenmorde, der Aktion Brandt, wurden zahlreiche Patienten durch systematische Unterernährung oder Überdosierung von Medikamenten ermordet. In der Endphase des nationalsozialistischen Regimes wurden auch erkrankte Zwangsarbeiter Opfer der Krankenmorde. Im April 1945 forderte Stähle von einem Anstaltsarzt, allerdings vergeblich, „die ‚Umlegung‘ von 100 kranken Ostarbeitern“.
Nach dem Zweiten Weltkrieg wurde Stähle, der auch Träger des Goldenen Parteiabzeichens war, von den Alliierten verhaftet und mehrfach verhört. Er starb 1948 als Untersuchungshäftling im Kreiskrankenhaus Münsingen. Zuvor hatte er noch, wie auch die Assistentin des Euthanasie-Arztes Karl Lempp, Magdalena Schütte, für diesen einen Persilschein ausgestellt. Sie und der an höchster Stelle angesiedelte Medizinalbeamte Stähle, der das Euthanasieprogramm in Baden-Württemberg organisierte und damit Vorgesetzter von Lempp war, waren die wichtigsten angeblichen, und damals als solche akzeptierten, „Entlastungszeugen“ für Lempp für seine Entnazifizierung.
In der Sowjetischen Besatzungszone wurde seine Schrift Geschichte des Nationalsozialistischen Deutschen Ärztebundes e. V., Gau Württemberg-Hohenzollern auf die Liste der auszusondernden Literatur gesetzt.

## Schriften
- Über Remission im Symptomenbilde der Syringomyelie, Leipzig 1915.
- Geschichte des Nationalsozialistischen Deutschen Ärztebundes e. V., Gau Württemberg-Hohenzollern, Stuttgart 1940.